# 曙丽盲蝽属
曙丽盲蝽属（学名：Eolygus）是盲蝽科下的一个属。

## 下属物种
本属包括以下物种：
- Eolygus rubrolineatus (Matsumura, 1913)
- 纹曙丽盲蝽 Eolygus vittatus Poppius, 1915